# Lara Pulver
Lara Pulver, född 1 september 1980 i Southend-on-Sea, Essex, England, Storbritannien, är en brittisk skådespelare. Hon är mest känd för rollen som Irene Adler i TV-serien Sherlock från 2010.

## Filmografi (i urval)

### Film
- 2010 – Legacy – Diane Shaw
- 2011 – Language of a Broken Heart – Violet
- 2014 – Edge of Tomorrow – Karen Lord

### TV
- 2009 – Robin Hood (brittisk TV-serie) (TV-serie) – Isabella
- 2010 – The Special Relationship (TV-serie) – Praktikant
- 2010 – True Blood (TV-serie) – Claudine Crane (5 avsnitt)
- 2011 – Spooks (TV-serie) – Erin Watts
- 2012 – Sherlock (TV-serie) (TV-serie) – Irene Adler
- 2013 – Da Vinci's Demons (TV-serie) – Clarice Orsini
- 2022 – The Split (TV-serie) – Kate (6 avsnitt)